# American Movie
American Movie é um filme documentário estadunidense de 1999, dirigido por Chris Smith.
Trata da criação de filmes independentes.

## Sinopse
O filme segue Mark Borchardt enquanto ele trabalha para terminar seu filme independente de horror Coven, mas com o pouco financiamento e a falta de planejamento ele descobre ser quase impossível de completá-lo.

## Principais prêmios e indicações
O filme recebeu o Grande Prêmio do Júri para documentários, no Sundance Film Festival em 1999.
Foi indicado ao Prêmio Satélite de Ouro de 2000, na categoria de melhor documentário.